# Brateș (Covasna)
Brateș [ˈbrateʃ] (deutsch Mönchsdorf, ungarisch Barátos) ist eine Gemeinde im Kreis Covasna in der Region Siebenbürgen in Rumänien.

## Geographische Lage

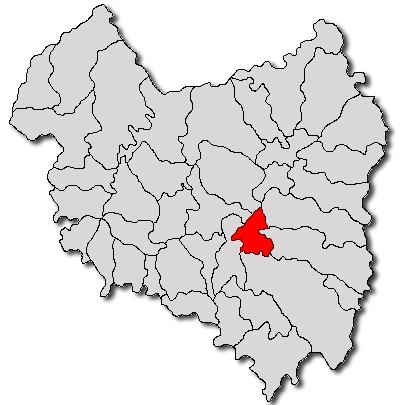
Lage der Gemeinde Brateș im Kreis Covasna

Die Gemeinde Brateș liegt nördlich des Întorsura Gebirges, ein Teilgebirge der Ostkarpaten. Am Covasna – ein Zufluss des Râul Negru –, der Drum național 13E und der Bahnstrecke Brașov–Sfântu Gheorghe–Târgu Secuiesc befindet sich der Ort Brateș zehn Kilometer westlich von der Kleinstadt Covasna und etwa 25 Kilometer östlich von der Kreishauptstadt Sfântu Gheorghe (Sankt Georgen) entfernt.

## Geschichte
Der mehrheitlich von Magyaren bewohnte Ort Brateș wurde erstmals 1415 urkundlich erwähnt.
Neben dem Bach Covasna auf dem Areal von den Einheimischen genannt Grădina lui Horváth (ungarisch Horváthkert) werden in Brateș Reste einer Unterkonstruktion eines Gebäudes der Römerzeit zugeordnet. Mehrere archäologische Funde werden ebenfalls der Römerzeit, einige konnten keinem Zeitalter zugeordnet werden und befinden sich im Museum der Kreishauptstadt.
Zur Zeit des Königreichs Ungarn gehörte Brateș dem Stuhlbezirk Orbai in der Gespanschaft Háromszék (rumänisch Comitatul Trei-Scaune). Anschließend gehörte Micfalău dem historischen Kreis Trei-Scaune (deutsch Drei Stühle) und ab 1950 dem heutigen Kreis Covasna an.

## Bevölkerung
Die Bevölkerung der Gemeinde Brateș entwickelte sich wie folgt:
| 1850 | 2.244 | 1   | 2.214 | 1 | 28 |
| 1910 | 2.787 | 121 | 2.622 | 4 | 40 |
| 1956 | 2.182 | 15  | 2.120 | - | 47 |
| 2002 | 1.548 | 16  | 1.532 | - | -  |
| 2011 | 1.531 | 26  | 1.484 | - | 21 |
| 2021 | 1.409 | 29  | 1.336 | - | 44 |

Seit 1850 wurde auf dem Gebiet der Gemeinde Brateș die höchste Einwohnerzahl und die der Magyaren, Rumänen und der Rumäniendeutschen 1910 ermittelt. Die höchste Anzahl der Roma (46) wurde 1956 registriert.

## Sehenswürdigkeiten
- Im Gemeindezentrum steht die im 18. Jahrhundert errichtete reformierte Kirche, laut dem Verzeichnis historischer Denkmäler des Ministeriums für Kultur und nationales Erbe (Ministerul Culturii și Patrimoniului Național), unter Denkmalschutz.[6]
- Im eingemeindeten Dorf Telechia (Grundsdorf) das Anwesen der ungarischen Adelsfamilie Horváth,[7] im 18. Jahrhundert errichtet, steht unter Denkmalschutz.[6]

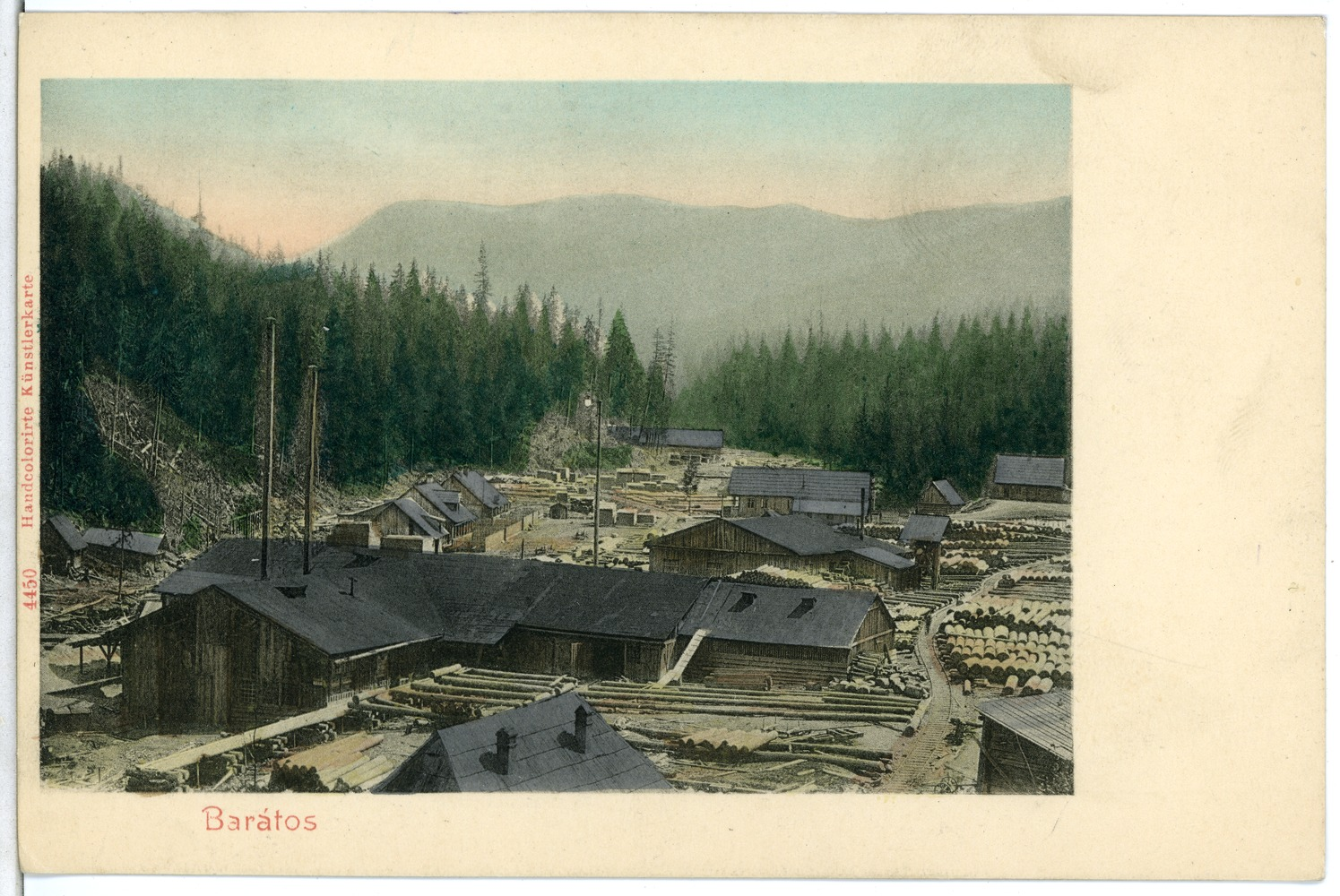
Holzverarbeitungsbetrieb in Barátos (Anfang 20. Jh.)
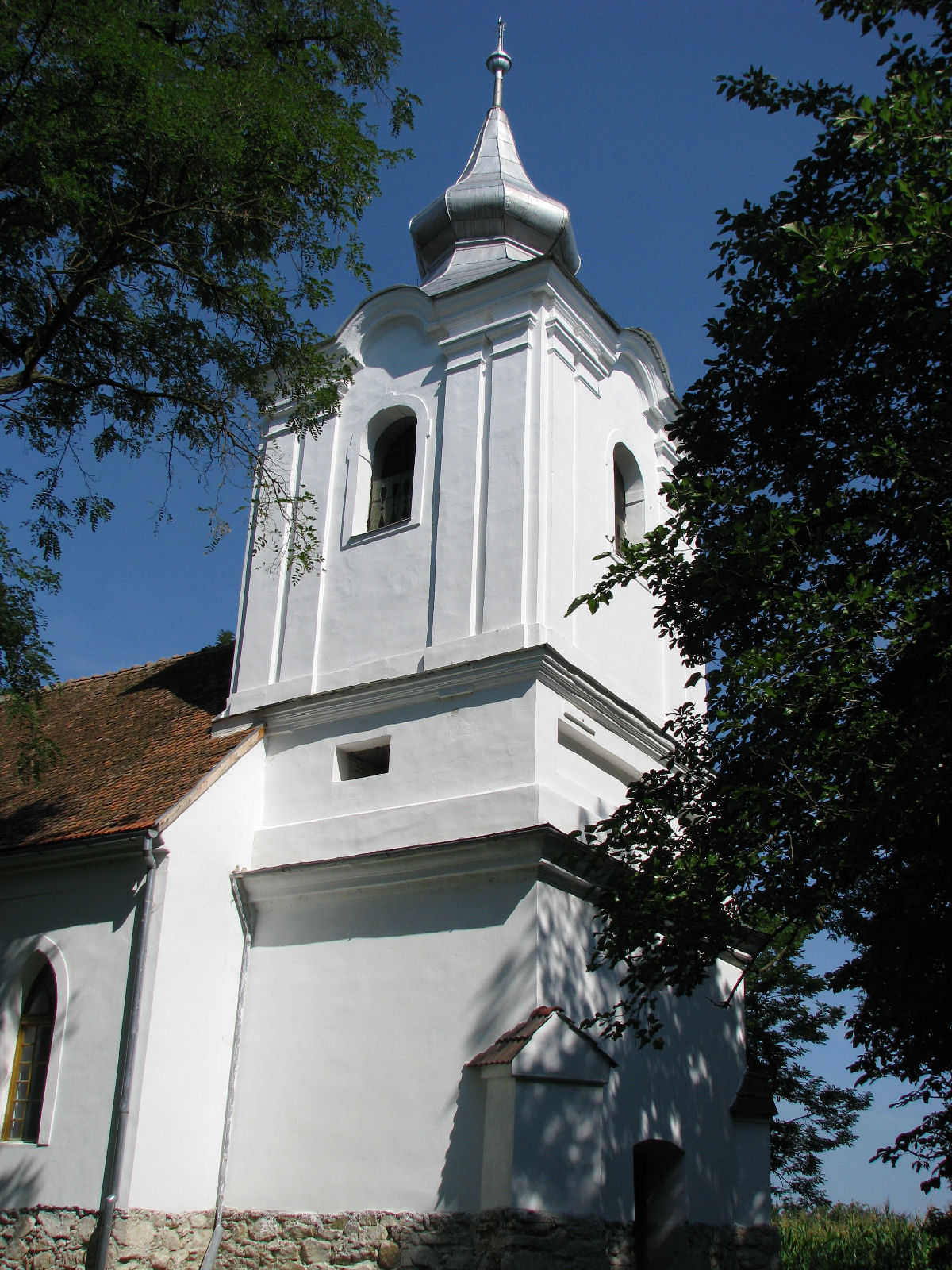
Kirche in Brateș
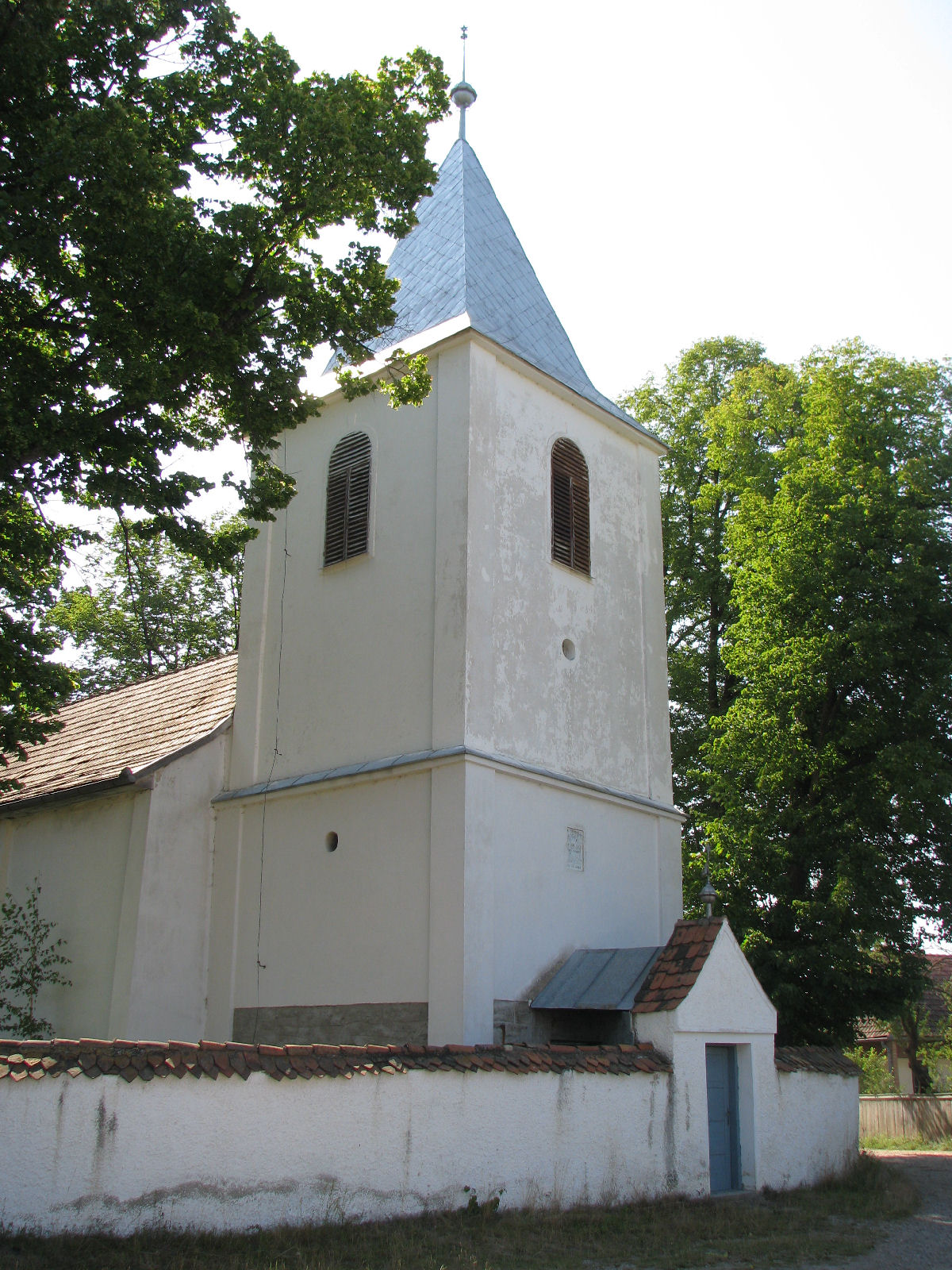
Kirche in Pachia
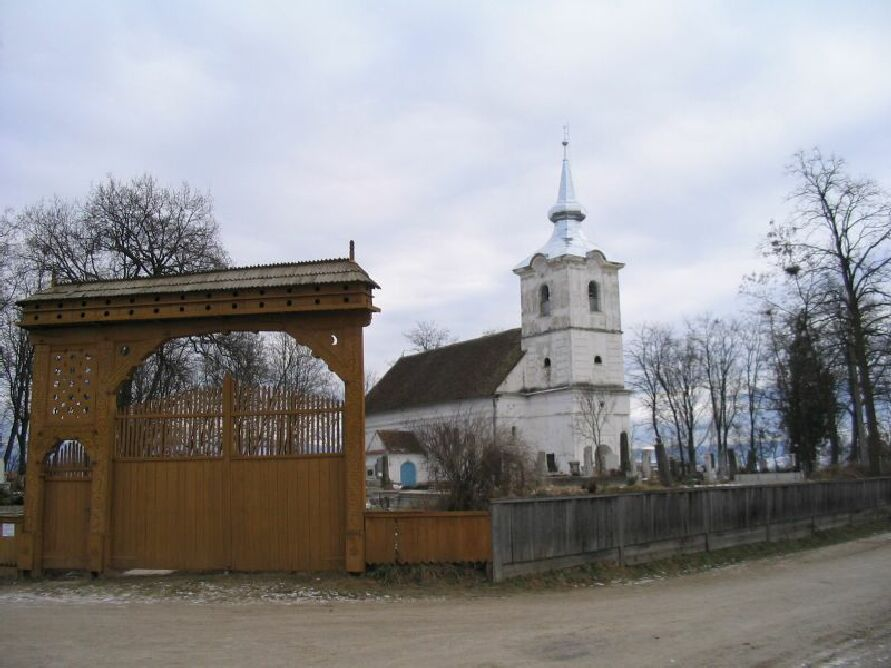
Kirche in Telechia
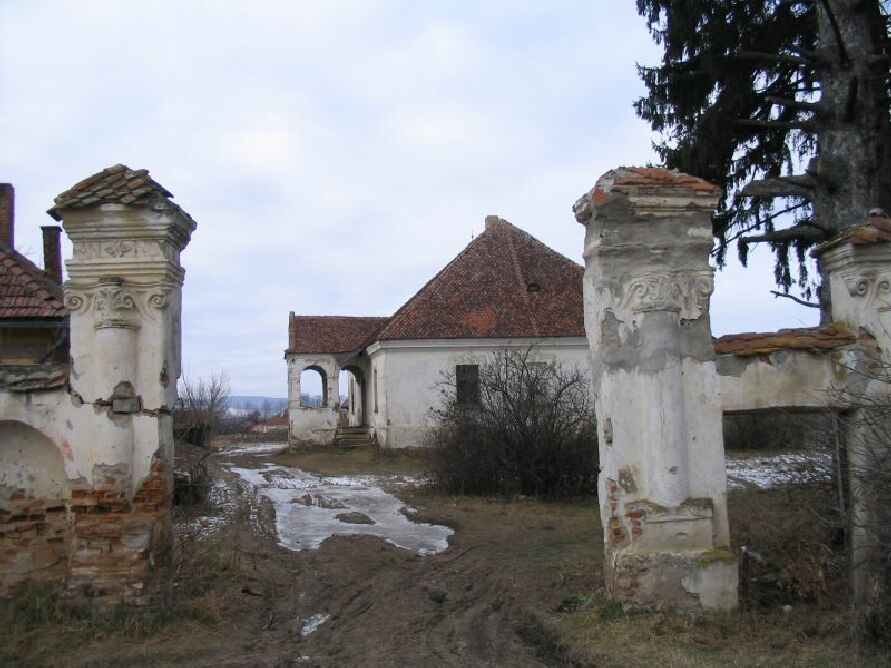
Landhaus Horváth (2006)